# Bettongia tropica
Bettongia tropica é uma espécie de marsupial da família Potoroidae. Endêmico da Austrália, onde está restrito as florestas tropicais de Queensland.